# Rada Narodowa Słoweńców, Chorwatów i Serbów
Rada Narodowa Słoweńców, Chorwatów i Serbów (chorw. Narodno vijeće Slovenaca, Hrvata i Srba, serb. Народно вијеће Словенаца, Хрвата и Срба) – wspólny organ polityczny przedstawicieli Słoweńców, Chorwatów i Serbów z terenu Austro-Węgier, pełniący funkcję rządu Państwa Słoweńców, Chorwatów i Serbów, istniejący w 1918 r.
W obliczu postępującego rozkładu monarchii austro-węgierskiej, działacze południowosłowiańskich partii politycznych powołali 6 października 1918 r. w Zagrzebiu do istnienia Radę Narodową Słoweńców, Chorwatów i Serbów. Program uchwalony przez Radę mówił o dążeniu do utworzenia niepodległego i demokratycznego państwa Słowian Południowych zamieszkujących monarchię. Na przewodniczącego Rady wybrano Antona Korošeca.
Po kilku tygodniach, 29 października Rada proklamowała powstanie niepodległego Państwa Słoweńców, Chorwatów i Serbów (Państwa SHS) na terenach zamieszkałych przez ludność południowosłowiańską w granicach Austro-Węgier. Rządem nowego państwa stało się prezydium Rady.
Wobec rosnącego zagrożenia dla Państwa SHS (w szczególności ze strony Włoch) górę w Radzie wzięli zwolennicy zjednoczenia z Serbią i utworzenia jednego państwa jugosłowiańskiego. 24 listopada Rada uchwaliła deklarację zjednoczenia z Serbią, a 1 grudnia jej delegacja z Ante Paveliciem na czele wręczyła królowi Serbii Aleksandrowi prośbę o zjednoczenie. Rada zakończyła swoje istnienie wraz z powstaniem w tym dniu Królestwa Serbów, Chorwatów i Słoweńców.